# À la suite
Een benoeming à la suite houdt in dat een militair in een bepaalde rang aan een hoofdkwartier, in Nederland meestal het Militaire Huis van de Koning, wordt toegevoegd. Het gaat dus om een honoraire positie, niet om een commando waarbij men daadwerkelijk leiding moet geven.
Men legt het begrip ook wel uit als "boven de sterkte".

## Benoemingen in Nederland
De meeste benoemingen à la suite zijn erebanen in het Militaire Huis des Konings maar er zijn uitzonderingen. Zo werd bij Koninklijk Besluit van 29 juli 1905 de onderofficier Hans Christoffel van het Koninklijk Nederlandsch-Indisch Leger (KNIL) buitengewoon bevorderd tot eerste luitenant, volgens het besluit "zulks als beloning voor zijn uitstekende militaire daden en zijne uit daden gebleken buitengewone militaire talenten met bepaling, dat hij ook in zijn nieuwe rang bij het Korps Marechaussee te voet in Atjeh en Onderhorigheden geplaatst en à la suite van zijn wapen gevoerd zal blijven". Hij bleef dus infanterist maar hij gaf leiding aan een militaire politie-eenheid.
Prins Hendrik werd door zijn echtgenote koningin Wilhelmina benoemd tot generaal-majoor à la suite in de Koninklijke Landmacht, luitenant-admiraal à la suite van de Koninklijke Marine en generaal-majoor à la suite van het KNIL.
Prins Bernhard werd na zijn huwelijk in 1937 door zijn schoonmoeder koningin Wilhelmina benoemd tot kapitein à la suite van de Koninklijke Landmacht. Luitenant-ter-Zee Eerste Klasse van de Koninklijke Marine en kapitein-ritmeester à la suite van het KNIL. Bij een bevordering die in Londen plaatsvond streepte iemand de woorden "à la suite" door zodat het een werkelijke benoeming werd die door de Nederlandse Ministerraad niet was gewenst. Een nader onderzoek bracht niet aan het licht wie dat heeft gedaan. De Ministerraad accepteerde de onconstitutionele ingreep.
Prins Bernhard werd zo generaal-majoor en schout-bij-nacht. De prins begon daarop onmiddellijk commando's te geven aan de strijdkrachten.
In 1954 werd Prins Bernhard benoemd tot generaal van de Koninklijke Landmacht, generaal-vlieger van de Koninklijke Luchtmacht en luitenant-admiraal van de Koninklijke Marine. Ook deze benoemingen waren niet à la suite. In september 1976, na de Lockheed-affaire, verliet de Prins de militaire dienst met eervol ontslag.